# Convecció

Cel·les de convecció durant l'escalfament d'un fluid

Moviment per convecció

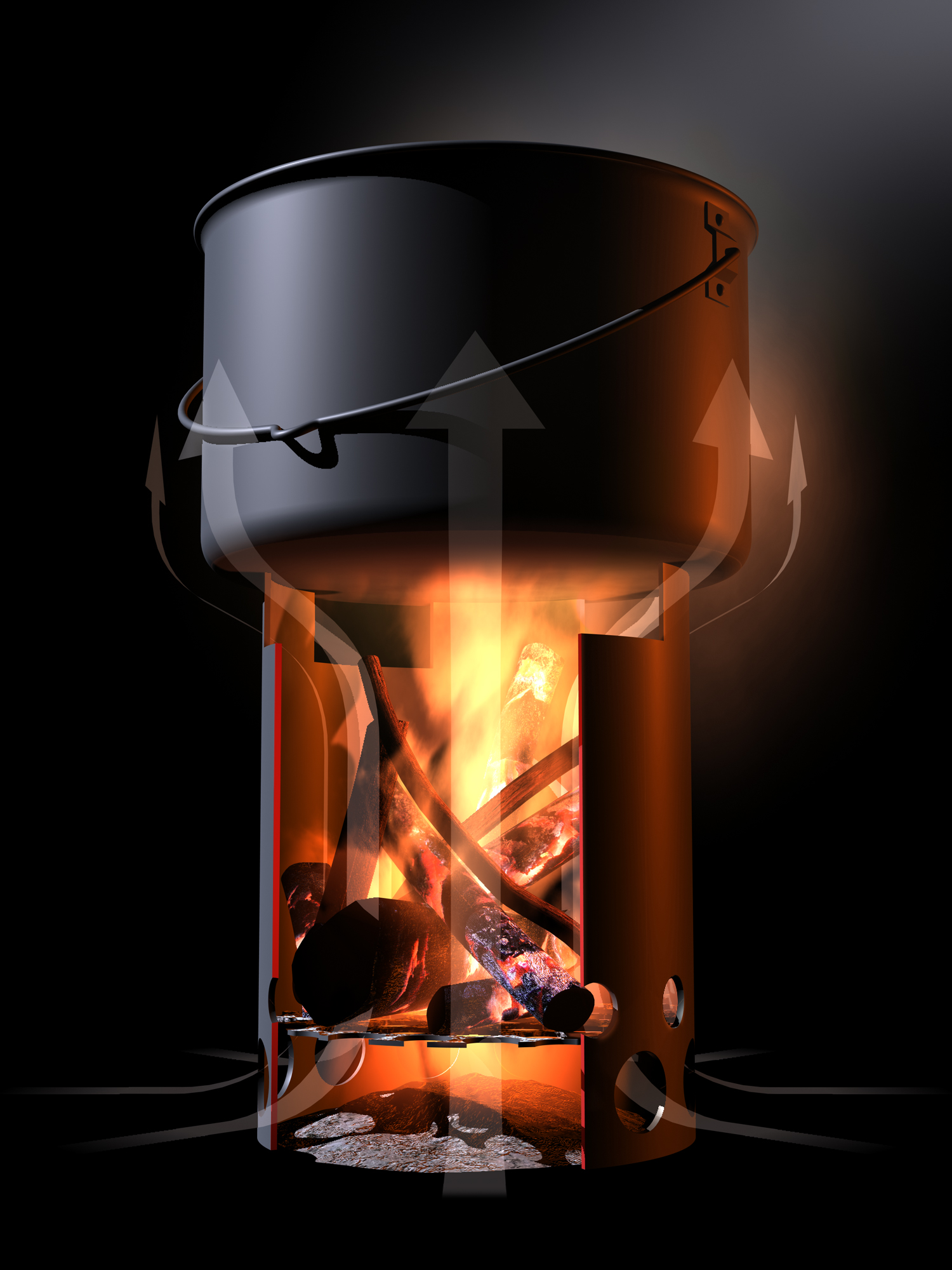
Convecció d'aire en un fogonet

La convecció és una de les tres formes de transferència de calor i es caracteritza pel fet que aquesta es produeix a través del desplaçament de matèria entre regions amb diferents temperatures. La convecció es produeix únicament en materials fluids. Quan s'escalfen disminueix la seva densitat i ascendeixen en ser desplaçats per les porcions a menor temperatura que, al mateix temps, descendeixen i s'escalfen repetint el cicle. El resultat és el transport de calor per mitjà de les parcel·les de fluid ascendent i descendent. La transferència de calor implica el transport de calor en un volum i la barreja d'elements macroscòpics de porcions calentes i fredes d'un gas o un líquid. S'inclou també l'intercanvi d'energia entre una superfície sòlida i un fluid.
En la transferència de calor per convecció forçada es provoca el flux d'un fluid sobre una superfície sòlida per mitjà d'una força externa com per exemple una bomba, un ventilador o altre dispositiu mecànic.
En la transferència de calor per convecció lliure o natural en la qual un fluid és més calent o més fred i en contacte amb una superfície sòlida causa una circulació a causa de les diferències de densitat que resulten del gradient de temperatures en el fluid.
Els mecanismes de transferència d'energia tèrmica són:
- Conducció
- Convecció
- Radiació

La transferència de calor implica el transport de calor en un volum i la barreja d'elements macroscòpics de porcions calentes i fredes d'un gas o líquid. S'inclou també l'intercanvi d'energia entre una superfície sòlida i un fluid o per mitjà d'una bomba, un ventilador o un altre dispositiu mecànic (convecció mecànica o assistida).
A la transferència de calor lliure o natural en la qual un fluid és més calent o més fred i en contacte amb una superfície sòlida, causa una circulació a causa de les diferències de densitats que resulten del gradient de temperatures en el fluid.
La transferència de calor per convecció s'expressa amb la Llei del refredament de Newton:
On {\displaystyle h} és el coeficient de convecció (o coeficient de pel·lícula), {\displaystyle A_{s}} és l'àrea del cos en contacte amb el fluid, {\displaystyle T_{s}} és la temperatura a la superfície del cos i {\displaystyle T_{\inf }} és la temperatura del fluid lluny del cos.

## Terminologia
Avui dia, la paraula convecció té usos diferents però relacionats en diferents contextos o aplicacions científiques o d'enginyeria.
En mecànica de fluids, convecció té un sentit més ampli: es refereix al moviment del fluid impulsat per la diferència de densitat (o una altra propietat).
En termodinàmica, convecció sol referir-se a transferència de calor per convecció, on la variant prefixada Convecció natural s'utilitza per distingir el concepte de mecànica de fluids de Convecció (tractat en aquest article) de la transferència de calor per convecció.
Alguns fenòmens que donen lloc a un efecte superficialment similar al d'una cèl·lula convectiva també es poden anomenar (inexactament) una forma de convecció, per exemple convecció termo-capil·lar i convecció granular.

## Història
En la dècada de 1830, en els Tractats Bridgewater, el terme convecció és testificat en un sentit científic. Al tractat VIII de William Prout, al llibre de química, diu:

[…] Aquest moviment de la calor té lloc de tres maneres, que una xemeneia comuna il·lustra molt bé. Si, per exemple, col·loquem un termòmetre directament davant del foc, aviat comença a pujar, indicant un augment de temperatura. En aquest cas, la calor s'ha obert camí a través de l'espai entre el foc i el termòmetre, pel procés anomenat radiació. Si col·loquem un segon termòmetre en contacte amb qualsevol part de la reixeta, i lluny de la influència directa del foc, trobarem que aquest termòmetre també denota un augment de temperatura; però aquí la calor ha d'haver viatjat a través del metall de la reixeta, per la qual cosa s'anomena conducció. Finalment, un tercer termòmetre col·locat a la xemeneia, lluny de la influència directa del foc, també indicarà un augment considerable de la temperatura; en aquest cas una part de l'aire, que passa a través i prop del foc, s'ha escalfat, i ha transportat per la xemeneia la temperatura adquirida del foc. Actualment, no existeix en el nostre idioma cap terme emprat per denotar aquesta tercera manera de propagació de la calor; però ens aventurem a proposar a aquest efecte el terme convecció, [en nota a peu de pàgina: [llatí] Convectio, portar o transportar] que no només expressa el fet principal, sinó que també concorda molt bé amb els altres dos termes.

Més endavant, en el mateix tractat VIII, al llibre de meteorologia, el concepte de convecció s'aplica també al "procés pel qual la calor es comunica a través de l'aigua".

## Convecció atmosfèrica
La convecció en l'atmosfera terrestre involucra la transferència d'enormes quantitats de la calor absorbida per l'aigua. Forma núvols de gran desenvolupament vertical (per exemple, cúmuls congestus i, sobretot, cumulonimbus, que són els tipus de núvols que arriben major desenvolupament vertical). Aquests núvols són les típiques portadores de tempestes elèctriques i de grans xàfecs. En arribar a una alçada molt gran (per exemple, uns 12 o 14 km i refredar violentament, poden produir tempestes de calamarsa, ja que les gotes de pluja es van congelant en ascendir violentament i després es precipiten a terra i en estat sòlid. Poden tenir forma d'un fong asimètric de grans dimensions, i de vegades sol formar-se en aquest tipus de núvols, una estela que s'assembla a una espècie d'enclusa (Anvil's head, com es coneix en anglès).
El procés que origina la convecció en el si de l'atmosfera és summament important i genera una sèrie de fenòmens fonamentals en l'explicació dels vents i en la formació de núvols, tàlvegs, ciclons, anticiclons, precipitacions, etc. Tots els processos i mecanismes de convecció de la calor atmosfèrica obeeixen a les lleis físiques de la termodinàmica. D'aquests processos és fonamental el que explica el cicle de l'aigua a la Natura o cicle hidrològic. Gairebé tots els fenòmens abans esmentats, tenen a veure amb aquest últim mecanisme.
També es denomina cicle hidrològic al recorregut de l'aigua a l'atmosfera per la capacitat que té l'aigua d'absorbir calor i cedir-lo gràcies a la capacitat que té de transformar-se d'un estat físic a un altre. A grans trets, el cicle hidrològic funciona de la següent manera: els raigs solars escalfen les superfícies de les aigües marines i terrestres les quals, en absorbir aquesta calor, passen de l'estat líquid al gasós en forma de vapor d'aigua. El vapor puja fins a certa altura i en fer-ho, perd calor, es condensa i forma els núvols, que estan constituïdes per gotes d'aigua molt petites que es mantenen en suspensió a determinada alçada. Quan aquesta condensació s'accelera, pel mateix ascens de la massa de núvols (convecció), es formen núvols de gran desenvolupament vertical, de manera que les gotes augmenten de mida i formen les precipitacions, que poden ser tant sòlides (neu, pedra) com aquoses (pluja), depenent de la temperatura. Aquestes precipitacions poden caure tant en el mar com a les terres emergides. Finalment, part de l'aigua que es precipita en els continents i illes passa de nou a l'atmosfera per evaporació o produeix corrents fluvials que porten de nou gran part de les aigües terrestres als mars i oceans, de manera que es tanca el cicle, el qual torna a repetir-se.

## Comportament d'un fluid qualsevol en la transferència de calor
El fluid quan cedeix calor seves molècules es desacceleren per la qual cosa la seva temperatura disminueix i la seva densitat augmenta sent atreta les seves molècules per la gravetat de la terra.
Quan el fluid absorbeix calor seves molècules s'acceleren per la qual cosa la seva temperatura augmenta i la seva densitat disminueix fent-lo més lleuger.
El fluid més fred tendeix a baixar i ocupa el nivell més baix de la vertical i els fluids més calents són desplaçats al nivell més alt, creant-se així els vents de la terra.
La transferència tèrmica convectiva consisteix en el contacte del fluid amb una temperatura inicial amb un altre element o material amb una temperatura diferent, en funció de la variació de les temperatures van a variar les càrregues energètiques moleculars del fluid i els elements inter actuants del sistema realitzaran un treball, on el que té major energia o temperatura la cedirà al que té menys temperatura aquesta transferència tèrmica es realitzarà fins que els dos tinguin la mateixa temperatura, mentre es realitza el procés les molècules amb menor densitat tendiran a pujar i les de major densitat baixessin de nivell.

### Convecció gravitatòria o pròspera
La convecció gravitatòria és un tipus de convecció natural induïda per variacions de flotabilitat resultants de propietats del material diferents de la temperatura. Normalment, es deu a una composició variable del fluid. Si la propietat variable és un gradient de concentració, es coneix com a convecció solutal. Per exemple, la convecció gravitacional es pot veure en la difusió d'una font de sal seca cap avall a terra humit a causa de la flotabilitat de l'aigua dolça a salina.
La salinitat variable a l'aigua i el contingut variable d'aigua a les masses d'aire són causes freqüents de convecció als oceans i l'atmosfera que no impliquen calor, o bé impliquen factors de densitat de composició addicionals diferents dels canvis densitat per expansió tèrmica (vegeu circulació termohalina). De la mateixa manera, la composició variable a l'interior de la Terra que encara no ha assolit la màxima estabilitat i la mínima energia (en altres paraules, amb les parts més denses a més profunditat) continua provocant una fracció de la convecció de roca fluida i metall fos a l'interior de la Terra (vegeu més endavant).
La convecció gravitatòria, igual que la convecció tèrmica natural, també requereix un entorn de força g per produir-se.

### Convecció en estat sòlid al gel
Es creu que la convecció en el gel de Plutó es produeix en una barreja tova de gel de nitrogen i gel de monòxid de carboni. També s'ha proposat per a Europa, i altres cossos del sistema solar exterior.

### Convecció termomagnètica
La convecció termomagnètica pot passar quan s'imposa un camp magnètic extern a un ferrofluid amb susceptibilitat magnètica variable. En presència d'un gradient de temperatura, això dóna lloc a una força de cos magnètic no uniforme, que provoca el moviment del fluid. Un ferrofluid és un líquid que es magnetitza fortament en presència d'un camp magnètic.

### Combustió
En un entorn de gravetat zero, no hi pot haver forces de flotació i, per tant, no és possible la convecció, per la qual cosa les flames en moltes circumstàncies sense gravetat s'asfixien en els seus propis gasos residuals. L'expansió tèrmica i les reaccions químiques que donen lloc a gasos d'expansió i contracció permeten la ventilació de la flama, ja que els gasos residuals són desplaçats per gas fresc, fresc i ric en oxigen es desplaça per ocupar les zones de baixa pressió creades quan l'aigua d'escapament de la flama es condensa.

## Bescanviadors de calor
Un intercanviador o bescanviador de calor és un dispositiu construït per intercanviar eficientment la calor d'un fluid a un altre, tant si els fluids estan separats per una paret sòlida per prevenir la seva barreja, com si estan en contacte directe. Els intercanviadors de calor són molt utilitzats en refrigeració, condicionament d'aire, calefacció, producció d'energia, i processament químic. Un exemple bàsic d'un intercanviador de calor és el radiador d'un cotxe on el líquid del radiador calent és refredat pel flux d'aire sobre la superfície del radiador.
Les disposicions més comunes de canviadors de calor són, flux paral·lel, contracorrent i flux creuat. Al flux paral·lel, ambdós fluids es mouen en la mateixa direcció durant la transmissió de calor; en contracorrent, els fluids es mouen en sentit contrari i en flux creuat els fluids es mouen formant un angle recte entre ells. Els tipus més comuns de canviadors de calor són, de carcassa i tubs, de doble tub, tub extrusiu amb aletes, tub d'aleta espiral, tub en U i de plaques.
Quan els enginyers calculen la transferència teòrica de calor en un intercanviador, han de bregar amb el fet que el gradient de temperatures entre tots dos fluids varia amb la posició. Per solucionar el problema en sistemes simples, sol utilitzar-se la diferència de temperatures mitjana logarítmica (DTML) per determinar estadísticament un valor mitjà de la temperatura. En sistemes més complexos, el coneixement directe de la DTML no és possible i es pot utilitzar el mètode de nombre d'unitats de transferència (NUT).